# La Tómbola
La Tómbola är en ort i Mexiko.   Den ligger i kommunen Candelaria och delstaten Campeche, i den sydöstra delen av landet, 900 km öster om huvudstaden Mexico City. La Tómbola ligger 131 meter över havet och antalet invånare är 211.
Terrängen runt La Tómbola är platt, och sluttar västerut. Runt La Tómbola är det glesbefolkat, med 11 invånare per kvadratkilometer. Närmaste större samhälle är Miguel de la Madrid, 6,7 km väster om La Tómbola. I omgivningarna runt La Tómbola växer i huvudsak städsegrön lövskog.